# Fratelli Patricola

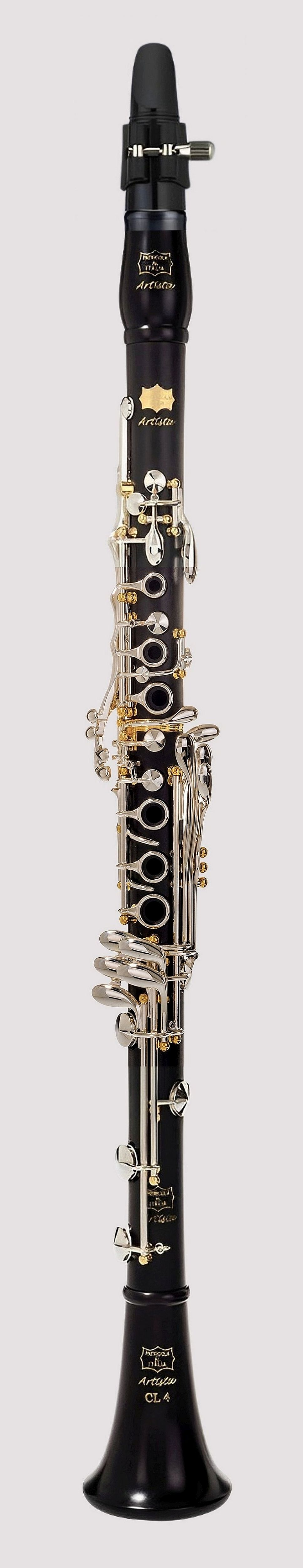
Clarinetto CL.4, Boehm completo

Fratelli Patricola è una azienda italiana produttrice di clarinetti e oboi dal 1976 con sede a Castelnuovo Scrivia, provincia di Alessandria.

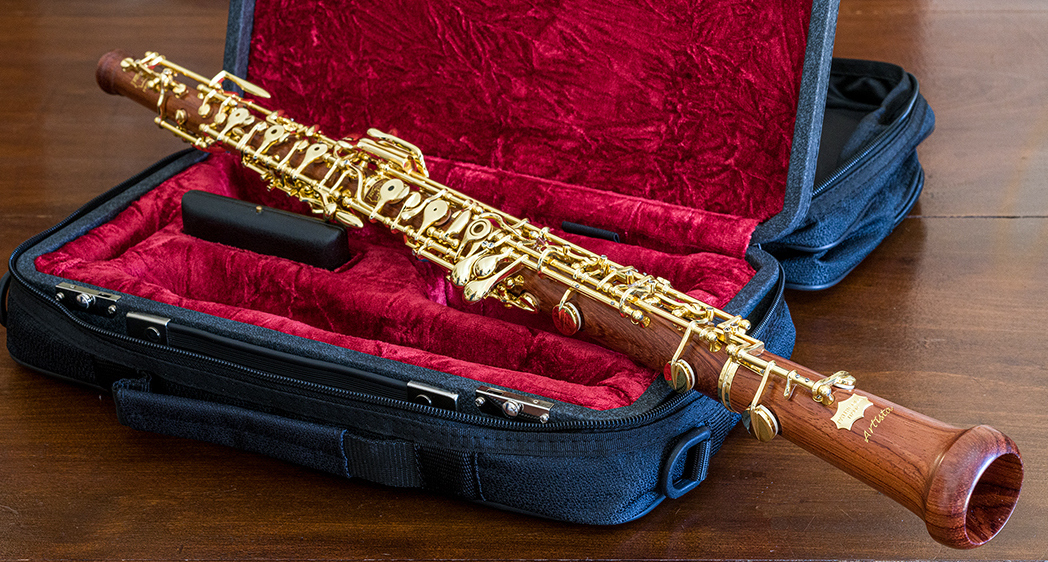
Oboe Artista

## Storia
Già all'inizio degli anni trenta nel paese di Castelnuovo Scrivia esisteva una fabbrica di strumenti musicali di ottoni e legni in cui erano impiegati diversi maestri liutai. L'attività di produzione di strumenti si interruppe durante la seconda guerra mondiale per poi riprendere in parte all'inizio degli anni sessanta quando i tre fratelli Francesco, Pietro e Biagino Patricola appresero i segreti della costruzione di oboi e clarinetti da un vecchio artigiano. Nel 1976, a Castelnuovo Scrivia, i tre fratelli aprirono l'azienda cui successivamente si unirono anche figli e nipoti, per portare avanti l'attività di famiglia.

## Strumenti
La particolarità degli strumenti creati dai Patricola risiede nella stagionatura naturale del legno che va dai 13 ai 20 anni per essere trasformato nello strumento finito. Vengono fabbricati i seguenti strumenti, la sola lavorazione del legno avviene tramite macchine CNC mentre la meccanica viene fatta a mano. Sia oboe che clarinetti sono in legno di Ebano di Grenadilla con meccanica prevalentemente argentata, i solo modelli professionali sono disponibili anche in legno di bubinga e con la meccanica completamente placcata oro.
1. Oboi: un modello da studente, uno semi-professionale e un modello professionale ("Artista"), un oboe d'amore in La, un corno inglese in Fa e una oboe musette in Mi♭.
2. Clarinetti: vengono offerti solo clarinetti con sistema "Boehm", un modello in Mib (CL.1), tre modelli in Sib (CL.2, CL.4 e CL.5), uno in La (CL.3) e un modello in Do (CL.7). I modelli da CL.1 a CL.4 sono realizzati ciascuno in due modelli con qualità diverse "Virtuoso" e "Artista" di qualità superiore, il modello CL.5 solo come Virtuoso e il modello CL.7 solo come Artista. I modelli CL.4 e CL.5 sono clarinetti "Boehm Completo" con 7 anziché 6 anelli e tre o due chiavi aggiuntive. Inoltre, i modelli CL.4 si estendono fino al profondo Mib (anziché Mi). I clarinetti profondi (corno di bassetto, clarinetto contralto, clarinetto basso) non vengono prodotti.
Gli strumenti Patricola sono suonati da noti oboisti e clarinisti in orchestre culturali in Italia e in altri paesi, anche al di fuori dell'Europa.